# Torpa församling, Växjö stift
Torpa församling är en församling i Ljungby pastorat i Allbo-Sunnerbo kontrakt i Växjö stift och i Ljungby kommun i Kronobergs län.
Församlingskyrka är Torpa kyrka.

## Administrativ historik
Församlingen har medeltida ursprung.
Församlingen var till 1992 annexförsamling i pastoratet Annerstad, Nöttja och Torpa, som från 1962 också omfattade Angelstads församling. Torpa församling blev 1992 annexförsamling i pastoratet Lidhult, Odensjö, Vrå, Annerstad och Torpa. Från 2010 är den annexförsamling i Ljungby pastorat.